# Berezeni
Berezeni es una comuna ubicada en el distrito de Vaslui, Rumania.

## Superficie
Posee una superficie de 113,0 kilómetros cuadrados.

## Demografía
Hasta 2021 la población era de 4487 habitantes, con una densidad de población de 39,72 habitantes por kilómetro cuadrado.